# Вајтвил (Северна Каролина)
Вајтвил (енгл. Whiteville) град је у америчкој савезној држави Северна Каролина.

## Демографија
По попису из 2010. године број становника је 5.394, што је 246 (4,8%) становника више него 2000. године.
| Група             | 2000.         | 2010.         |
| Белци             | 3.106 (60,3%) | 2.826 (52,4%) |
| Афроамериканци    | 1.888 (36,7%) | 2.209 (41,0%) |
| Азијати           | 38 (0,7%)     | 41 (0,8%)     |
| Хиспаноамериканци | 48 (0,9%)     | 179 (3,3%)    |
| Укупно            | 5.148         | 5.394         |